# Crosia
Crosia község (comune) Olaszország Calabria régiójában, Cosenza megyében.

## Fekvése
A megye keleti részén fekszik. Határai: Calopezzati és Rossano.

## Története
A hagyományok szerint Aineiaszt kísérő katonák alapították. Az ókorban Kreusia, majd Krusia Króton fennhatósága alatt volt. 379-ben egy földrengés elpusztította. A települést kissé távolabb építették újra.

## Népessége
A népesség számának alakulása:

## Főbb látnivalói
- Madonna della Pietà-templom
- Divino Cuore di Gesù-templom
- San Giovanni Battista-templom